# Vrutci (Ilijaš, BiH)
Vrutci su naselje u općini Ilijaš, Federacija Bosne i Hercegovine, BiH.

## Povijest
Darovnica sadrži najstariji popis bosanskih crkava. Spominje biskupski posjed u selu Vrutcima blizu izvora Bosne, u kojoj se nalazi crkva sv. Stjepana prvog mučenika. Još 1860. godine bile su dobro vidljive ruševine crkve s komadima stupova, što je zabilježio njemački konzul Blau.

### Stanovništvo
Nacionalni sastav stanovništva 1991. godine, bio je sljedeći:
ukupno: 184
- Muslimani - 184